# Carlo Odescalchi
Carlo kardinal Odescalchi, S.J., italijanski rimskokatoliški duhovnik, škof in kardinal, * 5. marec 1785, Rim, † 17. avgust 1841, Modena.

## Življenjepis
31. decembra 1808 je prejel duhovniško posvečenje.
10. marca 1823 je bil imenovan za nadškofa Ferrare, povzdignjen v kardinala in imenovan za kardinal-duhovnika Ss. XII Apostoli; 25. maja istega leta je prejel škofovsko posvečenje. Z nadškofovskega položaja je odstopil 2. julija 1826.
5. februarja 1828 je bil imenovan za prefekta Kongregacije za škofe in ustanove posvečenega življenja; s tega položaja je odstopil 30. novembra 1838.
15. aprila 1833 je bil imenovan za kardinal-škofa Sabine; s tega položaja je odstopil 30. novembra 1838.
Med 15. aprilom 1833 in 19. decembrom 1834 je bil tudi kardinal-duhovnik S. Lorenzo in Damaso.
2. februarja 1840 je vstopil v Družbo Jezusovo (jezuite).
Umrl je 17. avgusta 1841.